# بیتکاو
بیتکاو (به آلمانی: Bittkau) یک منطقهٔ مسکونی در آلمان است که در تانگرهوته واقع شده‌است. بیتکاو ۶۹۸ نفر جمعیت دارد.